# Sangay Dorji
Sangay Dorji (- 1901) foi um Desi Druk do Reino do Butão, reinou de 1885 a 1901. Foi antecedido no trono por Gawa Zangpo, tendo-lhe seguido Yeshe Ngodub.